# Erik Santos
Erik Ramos Santos (10 de octubre de 1982, Malabon), más conocido artísticamente como Erik Santos. Es un cantante pop filipino, que surgió de un concurso de talentos en un programa de televisión del programa de ABS-CBN en enero de 2004. Erik participó en competiciones numerosas para cantar en su ciudad natal. Él se hizo conocer con las siguientes canciones como “creo que puedo volar”, compuesta por el cantautor estadounidense R. Kelly. Con el tiempo se hizo acreedor de un disco de platino por las ventas obtenidas por sus discografías.

## Discografía
- 2004 Star In A Million (Una estrella en millones)

Star Records Star Records 
Triple Platinum Triple Platino 
(more than 90,000 copies sold) (Más de 90.000 copias vendidas) 
- 2004 This Is The Moment (Este es el momento)

Star Records Star Records 
Triple Platinum Triple Platino 
(more than 90,000 copies sold) (Más de 90.000 copias vendidas) 
- 2005 I'll Never Go (CD Lite) I'll Never Go (CD Lite)

Star Records Star Records 
Platinum 
(30,000 copies sold nationwide) (30.000 copias vendidas nacional) 
- 2005 Loving You Now Loving You Now

Star Records Star Records 
Platinum 
(30,000 copies sold nationwide) (30.000 copias vendidas nacional) 
- 2006 Your Love Your Love

Star Records Star Records 
Gold 

### Grabación en estudio discográfico
- 2004 Now That I Have You (OST) Ahora que te tengo (OST) Now That I Have You (duet with Sheryn Regis ) Now That I Have You (dueto con Sheryn Regis)
- 2004 The Joys of Healing La alegría de la curación What Will I Do My Lord ¿Qué voy a hacer mi Señor
- 2005 What I Do Best ( Sheryn Regis ) Lo que hago mejor (Sheryn Regis) Now That I Have You (duet with Sheryn Regis ) Now That I Have You (dueto con Sheryn Regis)
- 2006 Hotsilog

### Sencillos
- From Your Love Desde tu amor
- 2006:Your Love 2006: Your Love
- 2006:Say You'll Never Go 2006: Say You'll Never Go

From Loving You Now Desde Loving You Now 
- 2005:Who's Loving You Now 2005: Who's Loving You Now
- 2005:I Will Never Leave You 2005: Yo nunca dejo
- 2005:Goodbye's Not Forever 2005: Adiós's Not Forever
- 2006:Bakit Ba Iniibig Ka (duet with Regine Velasquez ) 2006: Bakit Ba Iniibig Ka (dueto con Regine Velasquez)
- 2006:Kung Maaalala Mo 2006: Kung Maaalala Mo

From I'll Never Go Desde I'll Never Go 
- 2005:I'll Never Go 2005: I'll Never Go

From This is the Moment Desde Este es el momento 
- 2004:This Is The Moment 2004: This Is The Moment
- 2004:Pagbigyang Muli 2004: Pagbigyang Muli
- 2005:Di Ko Kaya 2005: Di Ko Kaya
- 2005:Kung Akin Ang Mundo 2005: Kung Akin Ang Mundo

## Premios
- Aliw Awards - Mejor Nuevo Artista Masculino 2004
- Awit Awards - Best Performance by a New Male Recording Artist 2004 Awit Awards - Mejor *Actuación de un Nuevo Artista Masculino Grabación 2004
- Star Awards for TV - Best New Male TV Personality 2004 Número de premios para TV - Mejor Nuevo masculino personalidad de la TV 2004
- People's Choice Award - Most Promising Balladeer 2004 People's Choice Award - Most Promising *Balladeer 2004
- Outlook Magazine's Top 10 Most Influential Youth of 2004 Outlook Magazine's Top 10 más influyente de la Juventud 2004
- Dangal Ng Malabon - Gintong Parangal for the Performing Arts Dangal Ng Malabon - Gintong *Parangal para las artes escénicas
- Chalk Magazine - Top 50 Philippine Heartthrobs Tiza revista 'Top 50' de Filipinas galanes

Aliw Awards - Best Major Concert (Collaboration) " Night of the Champions " 2005 Aliw Awards - *Mejor principal Concert (Colaboración) "Noche de los Campeones" 2005 
Star Awards For Television - Best Talent Search Program " Search For A Star In A Million " *Número de premios de la televisión, mejor programa de búsqueda de talentos "búsqueda de una estrella en un millón" 
- ASAP Platinum Circle 2005 - Platinum Male Artist for the album "This is the Moment" (Double Platinum) ASAP Platinum Circle Platinum 2005 - Artista Masculino por el álbum "Este es el momento" (doble platino)
- IFM Pinoy Music Awards - Best Performance by a Male Recording Artist MFI Pinoy Music Awards - *Mejor Actuación de un artista masculino

ASAP Top 10 OPM Ballad - I'll Never Go ASAP Top 10 OPM balada - I'll Never Go 
- Homeboy #1 Awards - Favorite Singer Homeboy # 1 - Premios predilección Cantante
- MYX Music Awards 2006 - Favorite Male Artist MYX Music Awards 2006 - Artista Masculino favorito
- ASAP Platinum Circle 2006 - Platinum Male Artist for the album "Loving You Now" ASAP Platinum Circle Platinum 2006 - Artista Masculino para el álbum "Loving You Now"
- ASAP Pop Viewers Choice Awards 2006 - Pop Male Artist ASAP Pop Viewers Choice Awards 2006 - *Artista Pop Masculino
- ASAP Pop Viewers Choice Awards 2006 - Pop Male Performance (Bakit ba Iniibig Ka?) ASAP Pop *Viewers Choice Awards 2006 - Pop Masculino Rendimiento (b bis Bakit Iniibig Ka?)
- Yes! Sí! Readers' Choice Awards 2006 - Celebrity Home of the Year Readers' Choice Awards 2006 -*Celebridades Inicio del Año
- MYX Music Awards 2007 - Favorite Male Artist MYX Music Awards 2007 - Artista Masculino favorito
- MYX Music Awards 2007 - Favorite Remake (Your Love) MYX Music Awards 2007 - Remake de predilección (Your Love)
- MYX Music Awards 2007 - Favorite Collaboration with Regine Velasquez (Bakit Ba Iniibig Ka) MYX *Music Awards 2007 - Colaboración con predilección Regine Velasquez (Bakit Ba Ka Iniibig)

## Premios académicos y otros
- Gloria Macapagal Arroyo Leadership Award Gloria Macapagal Arroyo Leadership Award
- Liturgical Service Award Liturgical Service Award
- Subject Proficiency in Filipino (1st to 4th year high school) Asunto Proficiency en Filipinas (1 ª a 4 º año de secundaria)
- Mr. CEU 2000 First Runner -up Sr CEU 2000 Primer Runner arriba
- Mr. School of Science 2000 Sr Facultad de Ciencias 2000
- Mr. Dentistry 2001 Sr Odontología 2001
- Mr. Philippine Dental Student Association 2001 Sr Filipinas estudiante Dental Association 2001